# Hohenstein (Reutlingeni járás)
Hohenstein település Németországban, azon belül Baden-Württembergben. Lakosainak száma 3823 fő (2023. december 31.). Hohenstein Engstingen és Gomadingen községekkel határos.

## Népesség
A település népessége az elmúlt években az alábbi módon változott:
| Lakosok száma | 2318 | 2500 | 2731 | 2911 | 3059 | 3441 | 3678 | 3714 | 3660 | 3823 |
|               | 1961 | 1967 | 1974 | 1980 | 1987 | 1993 | 2000 | 2006 | 2013 | 2023 |